# Liste de potentiels objets de Thorne-Żytkow
Voici une liste des étoiles candidates pour la classification d'objet Thorne-Żytkow.

## Introduction
Les objets de Thorne-Żytkow (en abrégé OTŻ) sont des étoiles dont le cœur est une étoile à neutrons. Ils ont été théorisés dans les années 1970 par Kip Thorne et Anna N. Żytkow, mais aucune preuve observationnelle formelle n'a été encore apportée concernant leur existence réelle dans l'Univers. La plupart des modèles actuels prédisent que ces objets devraient ressembler à des étoiles supergéantes rouges. Cependant, il a été aussi proposé que si ces étoiles continuent à évoluer, elles donneront des étoiles de type Wolf-Rayet de sous-type WN8.

## Liste
| Nom      | Catégorie         | Date de découverte | Type spectral | Variabilité                  |
| -------- | ----------------- | ------------------ | ------------- | ---------------------------- |
| HV 2112  | Étoile AGB        | 1908               | M5II-III      | Étoile variable de type Mira |
| HV 11417 | Supergéante rouge | 1980               | M5Ie          | Étoile variable de type Mira |